# Zwei wahnsinnig starke Typen
Zwei wahnsinnig starke Typen (auch Zwei irre Spaßvögel, Originaltitel Stir Crazy) ist ein Film von Sidney Poitier aus dem Jahr 1980 und zudem seine finanziell erfolgreichste Regiearbeit.

## Handlung
Drehbuchschreiber Skip Donahue und Schauspieler Harry Monroe haben ihre Jobs verloren und machen sich nun gemeinsam auf den Weg von New York nach Hollywood, um dort einen Neuanfang zu starten. Um über die Runden zu kommen, nehmen sie unterwegs Gelegenheitsarbeiten an. In einem dieser Jobs machen sie als singende und tanzende Spechte in der Schalterhalle einer Bank für diese Reklame. Als die zwei ihre Kostüme ablegen, um draußen eine kurze Essenspause zu machen, werden diese von zwei Unbekannten entwendet. Diese streifen sich die bunten Kostüme über und treten in der gleichen Weise wie Skip und Harry auf. Doch sie haben vollkommen Anderes vor: Mit Hilfe ihrer Kostüme und der damit verbundenen Anonymität rauben sie die Bank aus und können danach auch unbehelligt fliehen. Alle Welt denkt natürlich, dass es sich bei den beiden Vögeln um Skip und Harry handelt. In der anschließenden Aufregung kehren Skip und Harry ahnungslos in die Bank zurück, um ihren Job fortzuführen, werden aber umgehend von der alarmierten Polizei verhaftet und einem Schnellgericht zugeführt. Dort wird kurzer Prozess mit ihnen gemacht und die beiden Pechvögel werden zu insgesamt 125 Jahren Zuchthaus verurteilt.
Der Aufenthalt im Hochsicherheitsgefängnis erweist sich aber als recht unangenehm für die zwei verweichlichten New Yorker. Nach einem misslungenen Versuch, sich krank zu stellen, finden sie zumindest zwei neue Freunde: den Bankräuber Jesus Ramirez und den homosexuellen Farbigen Rory Schultebrand, der seinen Stiefvater umgebracht haben soll. Sehr zu Harrys Leidwesen unternimmt Rory sogleich einen Annäherungsversuch auf ihn. Harry und Skip werden von den beiden in alle wesentlichen Vorgänge und Abläufe im Gefängnis unterwiesen, und man erklärt ihnen auch, auf wen sie aufzupassen haben und vor wem sie sich hüten sollen. Da wären z. B. Jack Graham, der die Schmuggelware betreut, dann Axt-Mörder Blade, der einen anderen Bereich des Blocks anführt, und vor allem der schweigsame Grossberger, ein verurteilter Massenmörder von riesiger und kräftiger Statur, vor dem sich sämtliche Insassen und die Aufseher selbst fürchten. Der naive Skip sieht sogleich „etwas Nettes“ in Grossberger und versucht erfolglos, sich mit ihm zu unterhalten.
Nach drei Monaten Haft werden Skip und Harry zu Gefängnisdirektor Beatty und Deputy Wilson gebracht. Auf der Suche nach einem neuen Reiter für das alljährliche Gefängnis-Rodeo wollen sie auch mit Skip und Harry einen kurzen Test auf einem mechanischen Rodeo-Bullen durchführen. Zur Verwunderung aller erweist sich Skip als Naturtalent: Er reitet ohne jeglichen Abwurf durch bis zum höchsten Level und hält sich wie ein Rodeo-Profi im Sattel. Direktor Beatty ist fasziniert und wählt Skip als seinen Kandidaten für das Rodeo aus. Wieder draußen im Hof erfahren sie von Jesus und Rory den wahren Hintergrund dieses betrügerischen Rodeos, das zwischen zwei Nachbar-Gefängnissen ausgetragen wird. Die Einnahmen des Rodeos, die eigentlich den Gefängnisinsassen zugutekommen sollen, wandern nämlich in die Taschen der Gefängnisdirektoren. Um ein paar Vorteile daraus zu ziehen und um etwas Zeit zur Ausarbeitung eines Fluchtplanes zu gewinnen, rät man Skip dazu, seine Teilnahme am Rodeo vorerst abzusagen und den Direktor hinzuhalten. 
Der verärgerte Direktor Beatty weist Wilson und die anderen Wärter deshalb an, Skip und Harry einer Extra-Behandlung zu unterziehen und ihnen das Leben im Knast noch schwerer zu machen, als es ohnehin schon ist. So werden sie zu harten Einsätzen in Arbeitstrupps eingeteilt und obendrein versucht man, ihren Willen durch geringere Wasserportionen und Schlafentzug zu brechen. Als auch das alles nicht wirkt, fixiert man Skip über Nacht mit Ketten an Hand- und Fußgelenken. Doch auch nach dieser Nacht kommt Skip am nächsten Morgen gutgelaunt aus seiner Zelle, denn ein altes Rückenleiden hat sich durch diese Folter wundersamerweise in Luft aufgelöst. Danach steckt man Skip auf unbestimmte Zeit in Einzelhaft, aber auch hier fordert Skip sogar noch einen Nachschlag. Nachdem auch das nicht den gewünschten Effekt erzielt hat, bringt man Skip zurück in seine Zelle zu Harry, wo mittlerweile auch Grossberger einsitzt. Am nächsten Morgen trauen die Wärter ihren Augen nicht, da die drei genüsslich Karten spielen.
Zwischenzeitlich werden sie von Anwalt Garber und seiner Cousine Meredith besucht, die immer noch versuchen, ihre Unschuld zu beweisen. Skip ist sehr angetan von Meredith, doch sie stellt sofort klar, dass sie sich noch nie mit einem Klienten eingelassen hätte. Als Harry mit einer angeblichen Blinddarmentzündung auf die Krankenstation kommt, erzählt ihm sein Bettnachbar von den ungeheuerlichen Praktiken des Gefängnisdoktors. Bei ihm wurde neben einer gewöhnlichen Leistenbruch-OP auch gleich eine Kastration durchgeführt. Das ist zu viel für Harry und er rennt schreiend aus der Station. Umgehend wendet Skip sich an Direktor Beatty und bietet ihm seine Teilnahme am Rodeo an, wenn er sein eigenes Team und eine größere Zelle bekommt. Beatty akzeptiert, weist Wilson aber an, eine verdeckte Überwachung durchzuführen. Für diese Aufgabe werden Graham und Blade eingesetzt: Graham beschattet Skip und für den Rest der Truppe ist Blade zuständig. Wilson weiht Graham zudem in seinen eigenen Plan ein: Skip soll das Rodeo nicht lebend überstehen.
In der Zwischenzeit hat Meredith auf der Suche nach Beweisen und Entlastungszeugen einen Job in einer Country-Western-Strip-Bar angenommen, wo sie einen der mutmaßlichen Bankräuber anhand eines Tattoos auf der Hand, das ein Mädchen in der Bank wahrgenommen hat, identifizieren kann. Sie alarmiert sofort Garber und die Polizei.
Im Verlauf des Rodeos haben alle fünf Fluchtwilligen ihre jeweiligen Aufgaben fehlerlos erledigt und keinerlei Verdacht erweckt. Auch die versuchten Anschläge durch Wilson und Graham hat Skip mit viel Glück überlebt. Anschließend machen sich die anderen vier an die Durchführung des Fluchtplanes, und in den Augenblicken, als die Aufmerksamkeit aller Zuschauer etwas abgelenkt ist, verschwinden sie unter tatkräftiger Mithilfe von Jesus’ Frau und Bruder kurz aus dem Sichtfeld, um sich umzuziehen und als Besucher des Rodeos zu verkleiden. Skip muss derweil gegen den amtierenden Rodeo-Champion Caesar Geronimo antreten. Es geht darum, sich als erster das Bündel mit dem Preisgeld zu schnappen – nur leider ist dieses zwischen den Hörnern eines wilden brahmanischen Bullen fixiert. Skip versucht Geronimo davon zu überzeugen, doch besser gemeinsame Sache zu machen, und appelliert an seines Gegners Ehrgefühl mit der Frage, ob er wirklich weiterhin nur der Handlanger seines Direktors sein möchte. Das wirkt. Beide kämpfen um das Geld, Geronimo gewinnt und wirft das Geld, sehr zum Ärger der beiden Direktoren, über das Gatter in die Hände der Gefängnisinsassen. 
Auch Skip macht sich nun aus dem Staub und gemeinsam kann die Truppe sich zu einem geheimen Treffpunkt durchschlagen. Dort verabschiedet man sich voneinander: Die einen fahren gemeinsam weiter nach Mexiko, während Skip und Harry die andere Richtung einschlagen. Sie werden aber kurz danach von einem anderen Wagen gestoppt, in dem Meredith und Garber sitzen, die ihnen mitteilen, dass man die wahren Bankräuber nun gefasst habe und sie freie Männer wären. Vollkommen außer sich wollen sie nun ihren ursprünglichen Plan fortsetzen und weiter nach Hollywood ziehen. Skip kann es aber nicht sein lassen und fragt Meredith, ob sie eine bereits während ihres und Garbers Besuch im Gefängnis ausgesprochene Einladung zum gemeinsamen Premierenbesuch seines neuen Stückes annehme. Meredith sagt: „Ja“ und steigt um.

## Hintergrund
- Zwei wahnsinnig starke Typen brachte Gene Wilder und Richard Pryor, die beiden Stars aus Trans-Amerika-Express (1976), mit dem Schauspieler und Regisseur Sidney Poitier zusammen. Dieser galt als eine der letzten lebenden Hollywoodlegenden des 20. Jahrhunderts und war der erste afroamerikanische Schauspieler, der für eine Hauptrolle mit dem Oscar ausgezeichnet wurde.
- Poitier bestand auf größtmöglicher Realitätsnähe und beschloss, Teile des Films in einem echten Gefängnis zu drehen. Die Wahl fiel auf das Staatsgefängnis von Arizona, dessen Verwaltung sich dazu bereit erklärte, ihre Einrichtung gegen Zahlung einer beträchtlichen Geldsumme zur Verfügung zu stellen.
- Die Dreharbeiten dauerten vom 10. März bis 21. Mai 1980 und verliefen vor Ort ohne Zwischenfälle, nicht zuletzt da einige Häftlinge den Schauspielern Ratschläge bezüglich der Gefängnisetikette erteilten – Niemals rennen, wenn man nicht unbedingt erschossen werden möchte!
- Im Jahr 2000 wurde Zwei wahnsinnig starke Typen vom Total Film-Magazin auf den 22. Platz der größten Komödien aller Zeiten gewählt.
- Im Kinojahr 1980 erzielte der Film in den USA mit einem Gesamteinspiel von 101 Mio. US-Dollar das dritthöchste Jahresergebnis, nur übertroffen von Star Wars: Episode V - Das Imperium schlägt zurück und Warum eigentlich … bringen wir den Chef nicht um?
- Premierendatum in der BRD war am 3. September 1981.
- Georg Stanford Browns schauspielerische Leistung wurde mit der Nominierung zur Goldenen Himbeere in der Kategorie Schlechteste Schauspielerin bedacht, da er in einigen Szenen als Frau verkleidet auftrat.

## Kritiken
„Mißlungene Komödie voller derber Witze auf Kosten anderer, geprägt vom einfallslosen Grimassieren der Hauptdarsteller; im Handlungsgeflecht voller Ungereimtheiten.“

„Meistens geht es [bei Genre-Parodien] nur noch ums Typische. Wie auch in „Stir Crazy“. Wo aber die Details fehlen, wird die Parodie schnell ungenau, also harmlos. So bleibt in „Stir Crazy“ allein das Spiel von Gene Wilder.“

„Der überdrehte Spaß war 1980 in den USA der dritterfolgreichste Kinofilm. Fazit: Ziemlicher Quatsch mit witzigem Duo.“